# Кащей, Владимир Иванович
Владимир Иванович Кащей (6 октября 1948, Сызрань, Куйбышевская область — 3 сентября 2023) — советский и российский спортсмен, тренер по конькобежному спорту. Заслуженный тренер СССР, Заслуженный мастер спорта СССР, кандидат педагогических наук.

## Биография
Родился в Сызрани в 1948 году.
Выступал за ДСО «Буревестник». В 1974 году на Чемпионате мира был удостоен бронзовой медали, а 1975 году стал его победителем (оба раза выступал на дистанции 500 м).
Чемпион СССР (1974 год, спринтерское многоборье, 500 м). Бронзовый призёр чемпионатов СССР (1973, 1975 — спринтерское многоборье, 1972, 1973—500 м). Был удостоен звания заслуженного мастера спорта СССР. Завершил спортивную карьеру в 1976 году.
Первый тренер — В. М. Радушев, затем занимался у заслуженного тренера СССР Б. А. Стенина.
В 1974 году окончил Ленинградский институт физической культуры им. П. Ф. Лесгафта. В 1979 году защитил диссертацию на соискание степени кандидата педагогических наук.
После завершения выступлений перешёл на тренерскую работу. В 1978—1980 — тренер Центрального совета ДСО «Буревестник» по спринту. В 1977—1995  — преподаватель ГДОИФК им. П. Ф. Лесгафта.
За подготовку спортсменов к Олимпийским играм в Сараево в 1984 году был награжден орденом Дружбы народов. Впоследстивии был удостоен званий Заслуженного тренера СССР, Казахской ССР и РСФСР. Среди его воспитанников — чемпионы Олимпийских игр, мира, СССР В. Козлов (Казахстан), П. Пегов, С. Фокичев (Россия), также он участвовал в подготовке И. Железовского (Белоруссия).
Награждён орденом «Знак Почёта» (1984).
Скончался 3 сентября 2023 года на 75-м году жизни.

### Семья
Супруга — Нина Статкевич (род. 1944) — конькобежка, неоднократная чемпионка и рекордсменка СССР, Европы, мира и Олимпийских игр. Вместе они воспитали двух дочерей.